# Fresneda de la Sierra
Fresneda de la Sierra – gmina w Hiszpanii, w prowincji Cuenca, w Kastylii-La Mancha, o powierzchni 32,07 km². W 2011 roku gmina liczyła 55 mieszkańców.